# Oncopagurus mironovi
Oncopagurus mironovi is een tienpotigensoort uit de familie van de Parapaguridae. De wetenschappelijke naam van de soort is voor het eerst geldig gepubliceerd in 1997 door Zhadan.